# منوی مزه‌ها

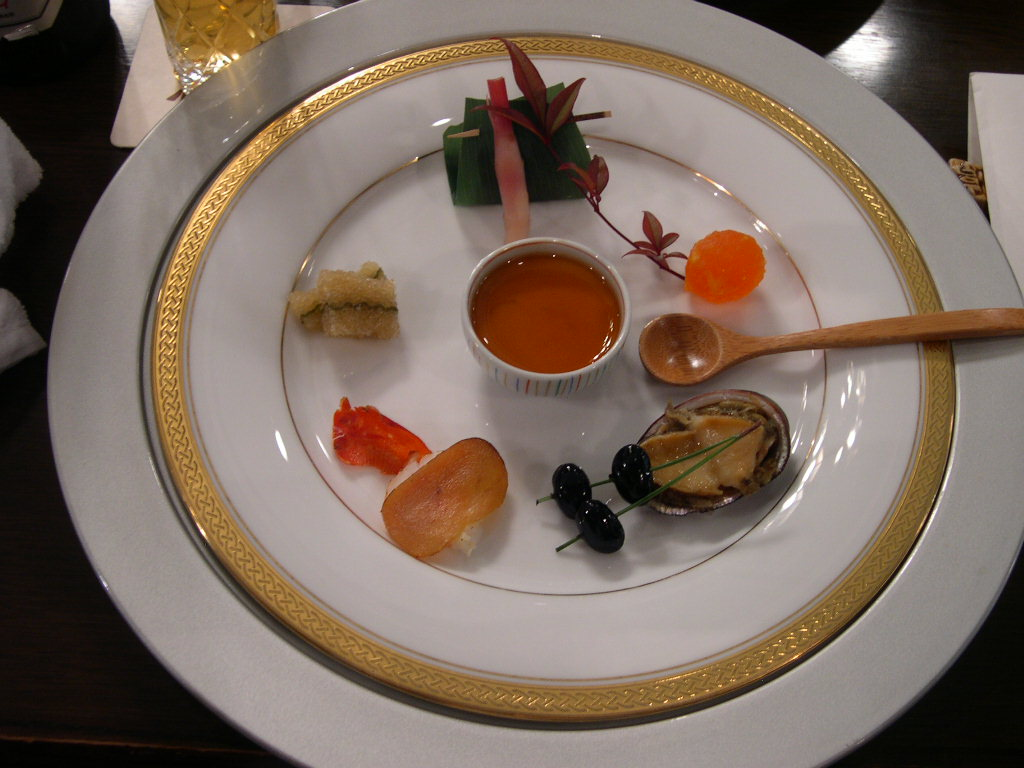
نخستین بشقاب از از منوی مزه‌ها در گینزا، توکیو

منوی مزه‌ها (فرانسوی: menu dégustation‎؛ ‏انگلیسی: Tasting menu) یا منوی بشقاب مزه‌ها یا منوی مزه‌کردن غذاها مجموعه‌ای از چندین وعده غذای مختلف به مقدار اندک است که در رستوران آن را در یک وعده غذایی برای مشتری می‌آورد. منظور از بشقاب مزه‌ها، بشقابی است که در آن انواع غذاها و مزه‌ها در حجم بسیار کم سرو می‌شوند. برخی سرآشپزها و رستوران دراینگونه منوها تخصص دارند. منوهای مزه ممکن است برای ارائه نمونه ای از یک نوع غذای خاص، یا برای بهره‌گیری و ارائه از مواد اولیه تازه فصلی ارائه شوند.
با ورود به جریان اصلی در دهه ۱۹۹۰، منوهای مزه تبدیل به هنرنمایی‌های مفصلی شدند که هنر آشپزی سرآشپز هر رستوران را نشان می‌داد. با اینکه چنین روندی به قرن‌ها قبل بازمی‌گردد، اما برخی سیر تکاملی و تحول اساسی آن را در اواسط دهه ۱۹۹۰ و دو رستوران بسیار تحسین شده دنبال می‌کنند بویی با سرآشپز فران آدریا در اسپانیا و فرنچ لاندری با سرآشپز توماس کلر در یونتویل واقع در منطقه شراب‌سازی ناپا ولی که ۴۰ منوی مزه‌ها یا بیشتر در هر وعده ارائه می می‌کردند. از آن پس منوی مزه‌ها بسیار محبوبیت یافته‌است به‌نحوی که منتقد غذا و رستوران نیویورک تایمز پیت ولس نوشت: «در سرتاسر کشور، رستوران‌های گران‌قیمتی که فقط دارای منوی مزه‌ها هستند مانند یک بیماری همه‌گیر در حال گسترش هستند.»